# Allan Michaelsen
Allan Richard Michaelsen (* 2. November 1947 in Kopenhagen; † 2. März 2016) war ein dänischer Fußballspieler und Fußballtrainer.

## Karriere
Michaelsen begann seine Karriere beim damaligen dänischen Spitzenverein B 1903 Kopenhagen. Nachdem er mit dem Verein 1969 nicht nur die dänische Meisterschaft gewinnen konnte, sondern auch die Auszeichnung als dänischer Fußballer des Jahres erhielt, wechselte er ins Ausland. Zunächst spielte Michaelsen von 1969 bis 1972 für den FC Nantes in Frankreich, 1972 schloss er sich dem deutschen Bundesligisten Eintracht Braunschweig an. Auch nach dem zwischenzeitlichen Abstieg 1973 blieb er in Braunschweig und trug als Stammspieler während der Regionalligasaison 1973/74 maßgeblich zum Wiederaufstieg der Eintracht bei. Nach dem Aufstieg verließ er jedoch den Verein und spielte in der Folgezeit für den FC Chiasso in der Schweiz, bevor er von 1979 bis 1981 seine Karriere als Spielertrainer beim dänischen Klub Svendborg fB ausklingen ließ.
Michaelsen kam insgesamt achtmal in der Fußballnationalmannschaft Dänemarks zum Einsatz, dabei erzielte er ein Tor.
Nach dem Ende seiner Spielerkarriere war Michaelsen in seinem Heimatland als Fußballtrainer tätig.

## Erfolge
- Dänischer Meister: 1969
- Französischer Pokalfinalist: 1970

## Auszeichnungen
- Fußballer des Jahres in Dänemark: 1969

## Privates
Allan Michaelsen war der Vater des 19-fachen dänischen Nationalspielers Jan Michaelsen.